# حسين عرنوس
حسين عرنوس (مواليد 1953 في التح، إدلب)؛ مهندس مدني وسياسي سوري شغل منصب رئيس مجلس الوزراء من 11 يونيو 2020 إلى 14 سبتمبر 2024 حيث كُلّفَ في 25 أغسطس 2020 بتشكيل الحكومة بعد الانتخابات التشريعية لعام 2020. وأعيد تكليفه في 1 أغسطس 2021 بتشكيلها بعد الانتخابات الرئاسية السورية لعام 2021.
بعد تخرجه من الجامعة عمل حسين عرنوس مع نقابة المهندسين في إدلب. من عام 1992 إلى 2002 أدار الشركة العامة للطرق والجسور. ومن 2002 حتى 2004 كان معونا لوزير الاتصالات. في عام 2004 اُختير مديرا عاما للمؤسسة العامة للمواصلات الطرقية. ثم شغل منصب محافظ محافظتي دير الزور والقنيطرة بين 2009 و 2013. بين 9 شباط 2013 و 31 تموز 2016 شغل منصب وزير الأشغال العامة وتابع في المنصب بعد تغيير اسم الوزارة إلى وزارة الأشغال العامة والإسكان حتى 26 تشرين الثاني 2018 في حكومتي وائل الحلقي الثانية وعماد خميس. من 26 تشرين الثاني 2018 إلى 30 آب 2020 شغل منصب وزير الموارد المائية.
في عام 2014 أًدراج حسين عرنوس على قائمة وزراء الحكومة السورية الممنوعين من دخول الولايات المتحدة أو الاتحاد الأوروبي.

## مناصبه السابقة
- رئاسة فرع نقابة المهندسين بإدلب بين عامي 1989 و 1994
- مدير الشركة العامة للطرق بين عامي 1992 و 2002
- معاون وزير المواصلات بين عامي 2002 و 2004
- مدير عام المؤسسة العامة للمواصلات الطرقية بين عامي 2004 و 2009
- محافظ دير الزور بين عامي 2009 و 2011
- محافظ القنيطرة بين عامي 2011 و 2013.[8]
- وزير الأشغال العامة والإسكان بين عامي 2013 و 2018
- وزير الموارد المائية بين عامي 2018 و 2020